# 베케시

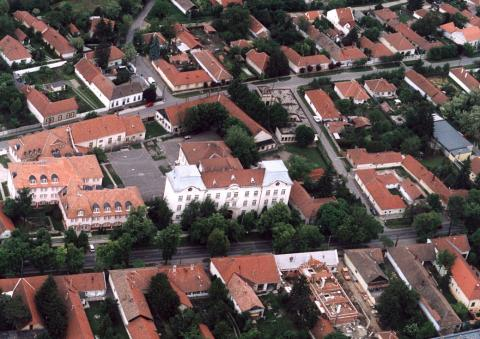
베케시

베케시(헝가리어: Békés, 슬로바키아어: Békéš 베케시, 루마니아어: Bichiş 비키슈[*])는 헝가리 베케시주의 도시로 면적은 127.23km2, 인구는 19,763명(2012년 기준), 인구 밀도는 169.33명/km2이다. 베케슈처버에서 북쪽으로 약 10km, 부다페스트에서 동쪽으로 약 190km 정도 떨어진 곳에 위치한다.

시 문장

## 자매 도시
- 루마니아 게오르게니